# Reading (Vermont)
Reading – miasto w Stanach Zjednoczonych, w stanie Vermont, w hrabstwie Windsor.